# Sumika Minamoto
Sumika Minamoto (n. 2 mai 1979, Komatsushima, Prefectura Tokushima, Japonia) este o înotătoare japoneză, medaliată olimpică. A participat la 2 ediții ale Jocurilor Olimpice (1996, 2000) în care a câștigat o medalie de bronz.